# Stenhoppspindel
Stenhoppspindel (Neon robustus) är en spindelart som beskrevs av Hans Lohmander 1945. Stenhoppspindel ingår i släktet Neon och familjen hoppspindlar. Enligt den finländska rödlistan är arten nära hotad i Finland. Arten är reproducerande i Sverige. Inga underarter finns listade i Catalogue of Life.